# Stade Brestois 29 2017-2018
Questa voce raccoglie le informazioni riguardanti lo Stade Brestois 29 nelle competizioni ufficiali della stagione 2017-2018.

## Rosa
Rosa aggiornata al 19 gennaio 2018.
| N. |                      | Ruolo | Calciatore         |
| -- | -------------------- | ----- | ------------------ |
| 1  | Francia (bandiera)   | P     | Gautier Larsonneur |
| 2  | Francia (bandiera)   | D     | Quentin Bernard    |
| 3  | Benin (bandiera)     | D     | David Kiki         |
| 5  | Francia (bandiera)   | D     | Brendan Chardonnet |
| 6  | Martinica (bandiera) | C     | Bruno Grougi       |
| 7  | Francia (bandiera)   | A     | Valentin Lavigne   |
| 8  | Francia (bandiera)   | C     | Johan Gastien      |
| 9  | Francia (bandiera)   | A     | Kévin Mayi         |
| 10 | Senegal (bandiera)   | A     | Habib Diallo       |
| 11 | Francia (bandiera)   | A     | Édouard Butin      |
| 12 | Francia (bandiera)   | C     | Pierre Magnon      |
| 13 | Francia (bandiera)   | D     | Gaëtan Belaud      |
| 14 | Francia (bandiera)   | D     | Anthony Weber      |

| N. |                            | Ruolo | Calciatore               |
| -- | -------------------------- | ----- | ------------------------ |
| 16 | Guyana francese (bandiera) | P     | Donovan Léon             |
| 17 | Francia (bandiera)         | C     | Valentin Henry           |
| 18 | Francia (bandiera)         | C     | Zakarie Labidi           |
| 21 | Camerun (bandiera)         | D     | Jean-Charles Castelletto |
| 22 | Francia (bandiera)         | D     | Julien Faussurier        |
| 23 | Francia (bandiera)         | C     | Mathias Autret           |
| 24 | Francia (bandiera)         | C     | Jessy Pi                 |
| 25 | Francia (bandiera)         | D     | Corentin Jacob           |
| 26 | Rep. del Congo (bandiera)  | A     | Exaucé Ngassaki          |
| 27 | Francia (bandiera)         | C     | Ibrahima Sissoko         |
| 28 | Francia (bandiera)         | C     | Lenny Pintor             |
| 29 | Francia (bandiera)         | C     | Alexandre Coeff          |
| 30 | Francia (bandiera)         | P     | Julien Fabri             |